# Gustavo Benítez
Gustavo Benítez (Paraguarí, 5 februari 1953) is een voormalig Paraguayaans voetballer. Hij speelde als verdediger. Sinds juli 2013 is hij trainer van het Chileense Colo-Colo.